# Yunan
Förväxla ej med stadsdistriktet Yun'an som gränsar till Yunan.
Yunan, även romaniserat Watnam, är ett härad i Yunfus stad på prefekturnivå i provinsen Guangdong i sydöstra Kina.
Yunan är indelat i 15 köpingar (zhen) .

- Baozhu (宝珠镇)
- Dafang (大方镇)
- Dawan (大湾镇)
- Dongba (东坝镇)
- Ducheng (都城镇)
- Guixu (桂圩镇)
- Hekou (河口镇)
- Jiancheng (建城镇)
- Liantan (连滩镇)
- Lidong (历洞镇)
- Nanjiangkou (南江口镇)
- Pingtai (平台镇)
- Qianguan (千官镇)
- Songgui (宋桂镇)
- Tongmen (通门镇)